# Otto Ohlendorf
Otto Ohlendorf (Hannover, 1907. február 4. – Nürnberg, 1951. június 7.) Német SS-tábornok és háborús főbűnös. A Reinhard Heydrich vezette SD egyik tábornoka, akire rábízták az Einsatzgruppen D (magyarul: különleges alakulat) irányítását.1944-re SS-altábornagy. Több mint 90 000 civil (főleg zsidó) ember haláláért volt felelős és ezért a vádlottak között szerepelt a Nürnbergben lefolytatott, úgynevezett Einsatzgruppen-perben (Einsatzgruppen Trial) során, amelynek végén halálra ítélték és kivégezték.

## Élete
Protestáns nevelésben részesült és igen jó iskolákba járt. Iskoláiban kitűnő teljesítménnyel tanult, diplomát szerzett közgazdaságtanból és az orvosi egyetemet is elvégezte. Az első világháború után, alig 18 évesen, belépett az Adolf Hitler-vezette Nemzetiszocialista Német Munkáspártba. Mélységesen gyűlölte a weimari köztársaságot, kritizálta a nyugati nagyhatalmakat, és megvetette magát a háború elvesztését is. Az orvosi egyetem után karrierjét otthagyva a náci rezsimet kívánta szolgálni. 1936-ban, 29 évesen lépett be a SD tisztjei közé. Támogatta gazdaságilag a szervezet munkáját. 1939-ben, 32 évesen a Birodalmi Biztonsági Főhivatal III. részlegét vezette.

## A Keleti hadjárat és az EinsatzGruppen D
Amíg a Wehrmacht erői mélyen benyomultak a Szovjetunió területeire (Ukrajna, Fehéroroszország és a balti országok), mögöttük az Einsaztgruppe, avagy különleges alakulat, tevékenykedett. Ezeknek a katonáknak feladata kiiktatni a nemkívánatos zsidókat, cigányokat, és a kommunista párt tagjait. Ezekből az alakulatokból négy volt a Szovjetunió területein. Reinhard Heydrich Ohlendorfra kívánta ráruházni a D alakulat irányítását. Ohlendorf azonban nem volt elégedett alakulata módszereivel, ezért új módszert javasolt: a mobil gázkamrát. Emiatt felgyorsult az ártatlanok mészárlása. A kamrákba maximum 25 embert tereltek be és a teherautó kipufogó gázát vezették be a nyílásokba. Ezek után a teherautót – ahol egytől egyig eltorzult testek feküdtek holtan – zsidó munkásokkal kimosatták, majd tarkón lőtték a munkásokat.

## Nürnberg
A második világháború után a Nürnbergben lefolytatott Einsatzgruppen-per során vonták felelősségre. Mindent bevallott, semmit nem tagadott le és semmiféle megbánást nem mutatott, hanem nyugodtan, higgadtan sorolta bűneit. A Nemzetközi Katonai Törvényszék kötél általi halálra ítélte. A 90 000 ember haláláért felelős és az Einsatzgruppen D-t irányító mészárost 1951. június 7-én végezték ki 10 évvel azután, hogy Heydrich ráruházta a különleges alakulatot.